# Биргер, Исаак Аронович
Исаак Аронович Биргер (1918, Москва — 1993, Москва) — советский учёный в области прочности и динамики двигателей летательных
аппаратов авиационного и космического назначения, участник создания двигателя для ракеты-носителя «Протон», доктор технических наук (1954), профессор (1958). Дважды лауреат Государственной премии СССР (1981 и 1991). Заслуженный деятель науки и техники РСФСР (1984).

## Биография

### Ранние годы
Исаак Биргер родился 27 декабря 1918 года в Москве. С 1935 по 1940 год обучался в Московском механико-машиностроительном институте имени Н. Э. Баумана. По окончании института с отличием с 1940 по 1946 годы был в резерве РККА и работал на оборонно-промышленных предприятиях.

### Работа в ЦИАМ и участие в советской космической программе
С 1946 по 1992 год на научно-исследовательской работе в Центральном институте авиационного моторостроения в должностях: инженер, старший инженер, научный сотрудник, старший научный сотрудник, руководитель отделения прочности и с 1964 по 1992 год — заместитель начальника ЦИАМ по научной работе. Биргер занимался вопросами связанными  с проблемами в области обеспечения прочности авиационных и ракетных двигателей. Под его руководством и при непосредственном участии проводились расчёты на прочность двигателей первых отечественных реактивных самолётов и изделий ракетно-космической техники, в том числе им был внесён вклад в создание двигателей ракеты-носителя тяжёлого класса, предназначенного для выведения автоматических космических аппаратов на орбиту Земли и далее в космическое пространство «Протон». Биргер совместно со специалистами СНТК им. Н. Д. Кузнецова был одним из участников работы  по созданию жидкостного ракетного двигателя НК-33 для пилотируемой лунно-посадочной программы Н1-Л3, а совместно со специалистами КБ химической автоматики создавал ЖРД РД-0120 для использования в качестве двигателя второй ступени ракеты-носителя «Энергия». Позднее,  совместно с конструкторами из НПО «Энергомаш» был участником создания ЖРД закрытого цикла РД-180 для американской ракеты-носителя «Атлас-3» и «Атлас-5». В 1980 и в 1990 году «За создание двигателей для авиационной и космической техники» Биргер дважды был удостоен Государственной премии СССР. В 1990 году «За заслуги в создании и проведении испытаний многоразовой транспортной космической системы "Энергия — Буран"» он был награждён Орденом Дружбы народов.
В 1947 году Биргер защитил диссертацию на соискание учёной степени кандидат технических наук, в 1954 году — доктор технических наук по теме: «Статическая и динамическая прочность рабочих лопаток дисков и роторов турбомашин на основе теории интегральных уравнений». В 1958 году приказом ВАК СССР ему было присвоено учёное звание профессор.

### Научно-педагогическая деятельность
С 1958 года преподавал в МФТИ в должности профессора и руководителя подготовки студентов по специализации «Прочность авиационных и ракетных двигателей» на кафедре газовой динамики, горения и теплообмена Факультета аэромеханики и летательной техники. Был председателем Государственной экзаменационной комиссии по специальности «Динамика и прочность машин» в МГТУ имени Н. Э. Баумана. 
Биргер являлся членом Совета РНКТПМ и заместителем председателя Научного Совета АН СССР по вопросам надёжности и прочности. И. А. Биргер являлся автором свыше 100 научных трудов, в том числе двадцати монографий.

### Смерть
Исаак Аронович Биргер умер 17 марта 1993 года в Москве, прах похоронен в колумбарии на московском Донском кладбище (22 колумбарий).

## Награды, звания и премии
- Орден Трудового Красного Знамени
- Орден Дружбы народов (30.12.1990)
- Орден «Знак Почёта»
- Две Государственные премии СССР (1981 и 1990)
- Премия имени Н. Е. Жуковского[7]
- Заслуженный деятель науки и техники РСФСР (1984)[4][5][6]